# Wenceslao Martínez
Wenceslao Martínez (Corrientes, c. 1825 - 1882) fue un militar argentino, líder liberal de la provincia de Corrientes durante la segunda mitad del siglo XIX, y que participó en las guerras civiles de su provincia.

## Inicios
Era hijo extramatrimonial del estanciero y después coronel Miguel Virasoro. Su padre lo hizo estudiar en la escuela franciscana de su ciudad natal.
Cuando su tío Benjamín Virasoro estuvo entre los principales derrotados en la batalla de Pago Largo, se refugió en el campo. Se enroló en el ejército provincial que formaba el general José María Paz, para reemplazar el ejército se había llevado Juan Lavalle a su larga campaña en 1840. Combatió en las batallas de Caaguazú, Arroyo Grande y Potrero de Vences. Cayó prisionero en esta última batalla y salvó su vida por ser sobrino del coronel Benjamín Virasoro. Su padre fue gobernador por corto tiempo y lo puso en libertad.
Acompañó a su padre en la campaña de 1849 contra uno de los varios intentos paraguayos de apoderarse de la actual provincia de Misiones. Participó en la batalla de Caseros con el grado de mayor.

## En las guerras civiles
En 1854 defendió al gobernador Pujol contra la revolución dirigida por Nicanor Cáceres, pero Pujol nunca le dio un ascenso, por ser de la familia Virasoro. En 1859 combatió en Cepeda, y fue ascendido a teniente coronel por el presidente Justo José de Urquiza.
El gobernador José María Rolón lo nombró comandante de la capital, y con ese cargo enfrentó a los revolucionarios liberales en 1861, cuando la victoria de Pavón los decidió a derrocar al gobernador. Junto a su primo Cayetano Virasoro decidieron defender la legalidad hasta la muerte; pero el gobernador, sacerdote, no quiso derramamientos de sangre. Renunció y obligó a los federales a que firmaran la paz. Virasoro se negó y abandonó el ejército, por lo que fue Martínez quien firmó el tratado que entregaba Corrientes a los liberales.
Cuando en 1865 estalló la Guerra del Paraguay con la invasión de Corrientes, participó en la reconquista de la ciudad. En noviembre fue nombrado comandante de la Guardia Nacional de Corrientes, es decir, de las milicias provinciales, pero poco después renunció. El nuevo gobernador, Evaristo López, lo volvió a nombrar para ese puesto.

## Jefe del ejército liberal
En 1867 apoyó una revolución liberal contra López, a quien arrestó. Con el apoyo de Cáceres, López recuperó el gobierno, e insólitamente confirmó en su cargo a Martínez. Este no correspondió a su gesto, y trasladó desde el frente paraguayo a las milicias correntinas, al frente de las cuales volvió a derrocar a López en diciembre de 1868. Tras una breve consulta a algunos dirigentes liberales, eligió gobernador a José Miguel Guastavino. Cuando el general Cáceres reunió las milicias del interior de la provincia y marchó sobre la capital para reponer a López, el gobernador legal, Martínez le salió al cruce con tropas de línea de las que deberían haber ido al Paraguay, venciéndolo en la batalla de Arroyo Garay. La victoria permitió que esa reacción legalista haya pasado a la historia como la "revolución de Cáceres".
Apoyó a los gobernadores liberales Guastavino y Baibiene, y fue ascendido al grado de coronel.
A fines de 1871, el gobernador saliente Baibiene impuso a su sucesor, Agustín P. Justo (padre). Enseguida se levantó contra él buena parte de los jefes militares, guiados por Martínez y Desiderio Sosa, que vencieron a los liberales en la batalla de Tabaco. Apoyó el ascenso del nuevo gobernador, el autonomista Gelabert y, a cambio, este lo confirmó en sus cargos.
Pero al poco tiempo se retiró de la carrera militar, seriamente enfermo del corazón.
Falleció en Corrientes en 1882.